# سباستین ناد
سباستین ناد (سیریلیک صربی: Себастијан Нађ ; زاده ۳۰ مه ۱۹۹۷) کشتی‌گیر فرنگی کار صرب است. وی مدال طلای وزن ۶۳ کیلوگرم مسابقات کشتی قهرمانی جهان ۲۰۲۲ در بلگراد صربستان را به دست آورد.
در سال ۲۰۱۷، او در مسابقات قهرمانی اروپا زیر ۲۳ سال که درسومبتلی مجارستان برگزار شد، مسابقه مدال برنز خود را از دست داد. چند ماه بعد، پس از مثبت شدن آزمایش ماده ممنوعه اصلان ویسایتوف از روسیه، به او مدال برنز اهدا شد.
او در وزن ۶۷ کیلوگرم در مسابقات کشتی قهرمانی جهان ۲۰۲۱ که در اسلو نروژ برگزار شد شرکت کرد. او در رقابت‌های کشتی فرنگی قهرمانی اروپا در بوداپست مجارستان در وزن ۶۷ کیلوگرم مسابقه مدال برنز خود را از دست داد.

## فعالیت حرفه‌ای

### قهرمانی کشتی جهان ۲۰۲۲
ناد در وزن ۶۳ کیلوگرم کشتی فرنگی قهرمانی کشتی جهان ۲۰۲۲ بلگراد شرکت کرد، او در این مسابقات عبدالجبار جباری از الجزایر، رضوان آرنئوت از رومانی، هراچیا پوغوسیان از ارمنستان و طالح ممدوف از آذربایجان را شکست داد و به فینال رسید. وی در فینال لری ابولادزه از گرجستان را شکست داد و مدال طلا را بدست آورد.